# Бейслайн

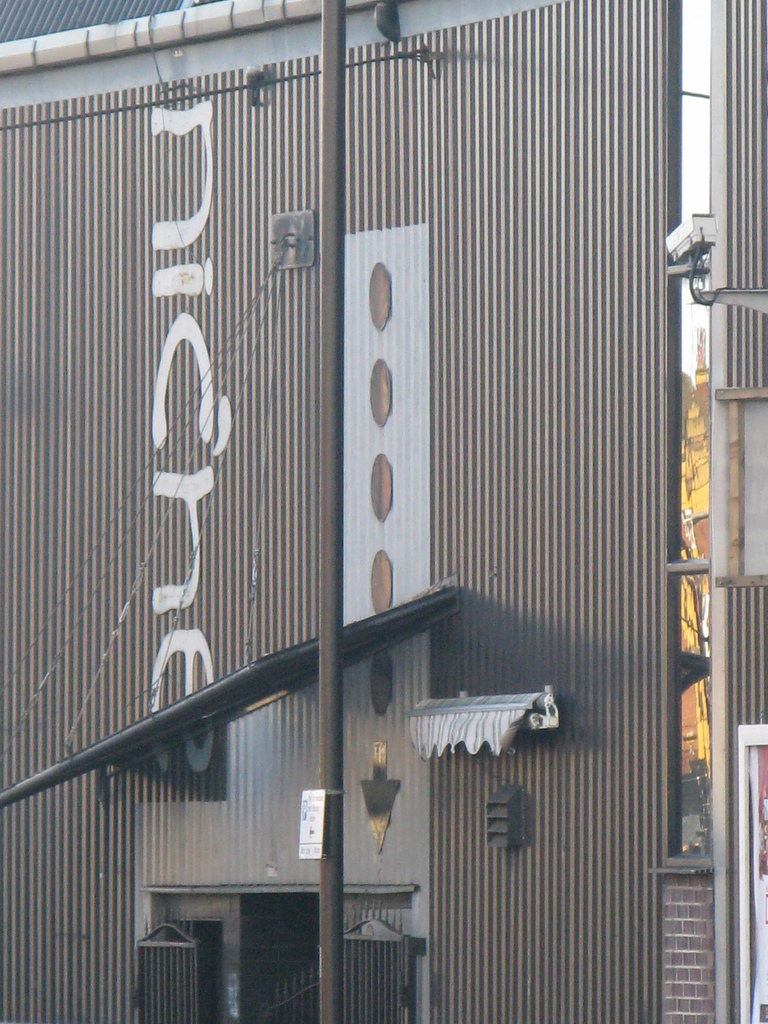
Фасад клуба «Niche» в январе 2008 года

Бейслайн (англ. bassline) или бейслайн-хаус (англ. bassline house) — произошедший от спид-гэриджа стиль электронной музыки, сформировавшийся в начале 2000-х годов в шеффилдском ночном клубе «Niche».

## Характеристика
Для этого направления свойственны ритм 4/4, акцент на сильную и замысловатую бас-линию (как в дабстепе или грайме) и общее жёсткое звучание. Большинство треков записаны на скорости от 135 до 142 ударов в минуту. Лирика бейслайна часто посвящена любовным перипетиям.

## История
История бейслайна началась с получившего общественный резонанс полицейского рейда на клуб «Niche» в городе Шеффилд, где под эту музыку якобы принимали наркотики и беспрепятственно занимались насилием. С тех пор бейслайн многими воспринимается как музыка, связанная с преступной деятельностью.
Бейслайн делает акцент на запутанном, повторяющемся рисунке баса, но в отличие от грайма и дабстепа, чаще всего укладывается в рамки размерности 4 на 4, чем напоминает хаус-музыку. В основном, бейслайн — это инструментальная музыка, но вокальные партии здесь могут быть позаимствованы из классического гэриджа (ускоренные и искаженные семплы ритм-энд-блюза) . Большинство треков записаны на скорости 135—142 удара в минуту.
Бейслайн завоевал популярность и проник на радиостанции во многом потому, что изначально был адресован обоим полам, в отличие от грайма и дабстепа, которые считаются исключительно мужской музыкой. Лирика бейслайна часто сосредотачивается вокруг любовных перепитий, что ближе женской половине аудитории. К тому же, многие бейслайн-продюсеры не боятся заигрываний с поп-эстетикой.

## Известные деятели
- 187 Lockdown[англ.]
- Dizzee Rascal
- DJ Jamie Duggan
- DJ Q
- Gemma Fox
- Jodie Aysha
- Platnum
- T2[англ.]
- Wideboys[англ.]
- Platnum[англ.]